# 佐藤正四郎
佐藤 正四郎（さとう せいしろう、1886年（明治19年）10月25日 - 1958年（昭和33年）7月7日）は、日本の海軍軍人。二・二六事件において、東京に出動した海軍陸戦隊の指揮官を務めた。最終階級は海軍少将である。

## 人物・来歴

### 略歴
新潟県出身。長岡中学から海軍兵学校に進む。病気のため留年し、37期生として卒業した。席次は179人中172番。同期生に井上成美、草鹿任一、小澤治三郎らがいる。
尉官時代は「三笠」、「日進」、「春風」、「明石」、「朝日」、「榛名」乗組。大尉進級後「生駒」分隊長、「伊勢」艤装員、「陸奥」副砲長、「大井」砲術長の艦船勤務の他、海軍砲術学校及び海軍水雷学校普通科学生を修了した。
少佐に昇進後、「長良」、「日向」及び「長門」の各砲術長、「榛名」及び「赤城」の各副長。この間、佐藤は砲術学校の教官を合計で8年務めて陸戦に通じ、また砲術においても権威者であった。1931年（昭和6年）、大佐に昇進。「隠戸」特務艦長、第二艦隊、第一艦隊、さらに連合艦隊の各司令部附(砲術指導官)を経て砲術学校教頭に就任。同職在任中に二・二六事件が発生し、陸戦隊指揮官として東京に出動した。
「広徳丸」艦長を経て、1937年（昭和12年）12月1日、少将に昇進し、同年12月25日、予備役編入となった。1947年（昭和22年）11月28日、公職追放仮指定を受けた。

### 二・二六事件

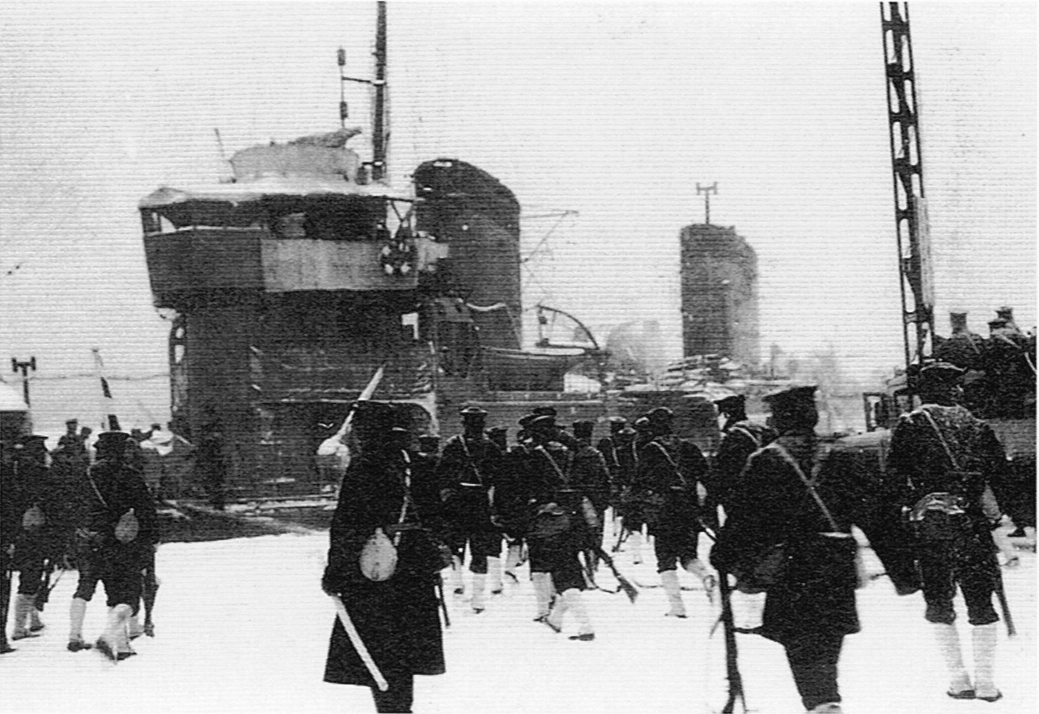
二・二六事件で芝浦に上陸した佐藤指揮下の陸戦隊

二・二六事件では、事件発生当日に横須賀鎮守府の特別陸戦隊4個大隊、約2000名を率いて東京に上陸し、海軍省の警備にあたった。27日、部下の安田義達中佐と共に首相官邸に向かい、正午頃に岡田啓介とされていた遺体（実際は松尾伝蔵）に焼香している。この時、佐藤は遺体が別人であることに気づく。佐藤が連合艦隊旗艦・「長門」の砲術長であった時に、連合艦隊司令長官であったのが岡田首相であり、面識があった。佐藤は大角岑生海相にこの件を報告したが、大角は｢それは本当か、間違いないか｣と確かめた上で口止めした。なお大角はすでに宮中で迫水久常から岡田生存を聞いている。27日の午前11時17分頃から午後2時20頃の間のことである。迫水は陸戦隊の出動による救出を依頼したが、大角は「聞かなかったことにしておく」と答えている。

### 山本五十六との関係
佐藤と山本五十六は同郷・同窓であり、山本は佐藤の兵学校入校時と病気で留年した際に励ましの手紙を贈っている。佐藤にとって山本は練習艦隊の指導官であり、砲術学校学生の教官でもあった。山本は佐藤の成績が振るわなかったため激励していたが、佐藤は砲術学校で優秀な成績を修めて山本を喜ばせたという。なお、佐藤は一高に合格していたが、兵学校に進んでいる。